# Jerome Waldie
Jerome Russell Waldie (ur. 15 lutego 1925 w Antioch, zm. 3 kwietnia 2009 w Placerville) – amerykański polityk, członek Partii Demokratycznej.

## Działalność polityczna
Od 1959 zasiadał w Zgromadzeniu Stanowym Kalifornii. Następnie od 7 czerwca 1966 do 3 stycznia 1975 przez pięć kadencji był przedstawicielem 14. okręgu wyborczego w stanie Kalifornia w Izbie Reprezentantów Stanów Zjednoczonych.